# フレディ・ローチ
フレディ・ローチ（Freddie Roach、1960年3月5日 - ）は、アメリカ合衆国のボクシングトレーナーであり元プロボクサー。マサチューセッツ州デダム出身。マニー・パッキャオのチーフ・トレーナーを務め、数々のビッグマッチを勝利に導いた。ボクサーだけでなく総合格闘家にも積極的に指導を行なっており、総合格闘技の元UFCウェルター級王者ジョルジュ・サンピエールなどのトレーナーを務めた。過去には女子ボクシング元世界王者のルシア・ライカのトレーナーも務めていた。

## 人物
- アイルランドとフランス系カナダのアメリカ人。
- アメリカ合衆国ボクシングライター・アソシエーションの「年間最優秀トレーナー賞」に2003年、2006年、2008年、2009年、2010年、2013年、2014年の7度選出されている。
- 自身も選手時代があったが、パンチを多くもらうスタイルだったことにより、脳のダメージが蓄積し若くしてパーキンソン病の初期徴候を発症。このため選手を引退した。現在も治療とリハビリを続けているが声や体が震える症状が残っている[2]。
- 性行為は一時的に体内のテストステロンを下げるという研究結果から、選手達に試合前の10日間は性行為を行わないよう指導している[3]。

## 来歴

### ボクサー時代
幼少の頃から兄のペッパー、弟のジョーイと共に、元プロボクサーであった父親ポール・ローチの指導の下トレーニングを積んでいた。家庭は貧しく、父親からのつらい虐待を幾度となく経験して育った。アマチュアでは150試合程度を行った。プロデビューは1978年8月24日18歳の時で、デビュー戦から10戦ほど戦ったあと、名トレーナーのエディ・ファッチに師事をした。1982年6月11日と1983年8月25日の2度、兄弟3人が揃って出場した興行が開催されている。兄のペッパーは酒店で盗みを働き、53ヵ月間刑務所で刑に服したあと、7勝2敗1分の戦績でプロボクシングを引退した。フレディ・ローチも40戦ほど消化した頃にパーキンソン病の初期症状を発症、このためエディ・ファッチは引退を勧めたがローチが引退を拒否して現役を続けたため、ローチの健康状態を心配したファッチはローチのトレーナーを辞め、父親のポール・ローチが後を引き継いだ。その後、負ける事が多くなったローチは1986年10月に26歳で引退、通算成績は53戦39勝13敗(15KO)で、プロボクサー時代の最高給は7500ドルであった。弟のジョーイも1986年11月26日に負けを喫したあと、プロ戦績8勝3敗3分で引退した。

### トレーナー時代
引退後、テレフォンアポインターなど様々なアルバイトを経験、最終的にローチはほぼ無給でエディ・ファッチのアシスタント・トレーナーを5年間務めることになり、自費でビラを作って配って、空手のクラスや重量挙げ選手など様々なジムで指導した。1991年、俳優ミッキー・ロークとトレーナー契約を結び、ようやく生活していける職を得た。4年後、ロークがボクシングからの引退を決めた時に、ロークが使用していたトレーニング機器を譲り受け、そのトレーニング機器を使ってカリフォルニア州に自身のボクシングジムである「ワイルドカードジム」を設立した。兄のペッパーもワイルドカードジムにトレーナーとして所属している。ローチが教えた選手で初の世界王者となったのは、エディ・フィッチから引き継いだヴァージル・ヒルである。マニー・パキャオの他、メイウェザーと対戦した時のオスカー・デ・ラ・ホーヤや、アミール・カーンなど数多くの世界チャンピオンのトレーナーを務めてきた。日本人では河野公平、田中恒成、井上尚弥らもローチの指導を受けたことがある。
総合格闘技の選手でジョルジュ・サンピエール、アンドレイ・アルロフスキー、ティト・オーティズ、アンデウソン・シウバ、BJ・ペン、ダン・ハーディーなど多くの著名な総合格闘家のボクシングトレーナーを務めた。また2010年3月には元PRIDEヘビー級王者のエメリヤーエンコ・ヒョードルのトレーナーを務めることに興味があると述べている。

## トレーナーを務めた主な選手

### ボクサー
| 国           | 名前                                 | 備考                         |
| ------------ | ------------------------------------ | ---------------------------- |
| フィリピン   | マニー・パッキャオ                   |                              |
| イングランド | アミール・カーン                     | 2008年10月 - 2012年7月       |
| メキシコ     | アンディ・ルイス・ジュニア           |                              |
| フィリピン   | バーナベ・コンセプシオン             |                              |
| アイルランド | バーナード・ダン                     |                              |
| アメリカ     | バーナード・ホプキンス               |                              |
| PUR          | ミゲール・コット                     |                              |
| フィリピン   | ボビー・パッキャオ                   |                              |
| アメリカ     | ブライアン・ミント                   |                              |
| アメリカ     | ブライアン・ビロリア                 |                              |
| アメリカ     | ダニエル・ジェイコブス               |                              |
| アメリカ     | ホセ・カルロス・ラミレス             |                              |
| ロシア       | ディミトリー・キリロフ               |                              |
| アメリカ     | エフレン・エスキビアス               |                              |
| アメリカ     | フランク・ライルズ                   |                              |
| キューバ     | ギレルモ・リゴンドウ                 |                              |
| フィリピン   | ジェリー・ペニャロサ                 |                              |
| メキシコ     | イスラエル・バスケス                 |                              |
| アメリカ     | ジェームズ・トニー                   |                              |
| デンマーク   | ジョニー・ブレダル                   |                              |
| ベネズエラ   | ホルヘ・リナレス                     |                              |
| アメリカ     | ホセ・ベナビデス                     |                              |
| メキシコ     | フリオ・セサール・チャベス・ジュニア | 2010年 - 2012年              |
| ナイジェリア | ラティーフ・カヨデ                   |                              |
| オランダ     | ルシア・ライカ                       | 女子選手                     |
| アメリカ     | マーロン・スターリング               |                              |
| アメリカ     | マイケル・モーラー                   | ホリフィールド戦(1997年)のみ |
| アメリカ     | ミッキー・ローク                     |                              |
| アメリカ     | マイク・タイソン                     |                              |
| アメリカ     | オスカー・デ・ラ・ホーヤ             | メイウェザー戦(2007年)のみ   |
| ジャマイカ   | オニール・ベル                       |                              |
| アメリカ     | ピーター・マンフレッド・ジュニア     |                              |
| アメリカ     | ピーター・クイリン                   |                              |
| メキシコ     | レイムンド・ベルトラン               |                              |
| ロシア       | ローマン・カルマジン                 |                              |
| アイルランド | スティーブ・コリンズ                 |                              |
| アルメニア   | バネス・マーティロスヤン             |                              |
| アメリカ     | ヴァージル・ヒル                     |                              |
| アイルランド | ウェイン・マッカラー                 |                              |
| ウクライナ   | ウラジミール・クリチコ               | アシスタント・トレーナー     |
| ナイジェリア | ワレ・オモトソ                       |                              |
| アメリカ     | ウィリー・ホーリン                   |                              |
| フィリピン   | Z・ゴーレス                          |                              |
| ロシア       | ルスラン・プロボドニコフ             |                              |
| 中国         | 鄒市明                               |                              |
| 日本         | 西島洋介                             |                              |
| フィリピン   | マーク・マグサヨ                     |                              |

### 総合格闘家
| 国           | 名前                       | 備考 |
| ------------ | -------------------------- | ---- |
| ブラジル     | アンデウソン・シウバ       |      |
| ベラルーシ   | アンドレイ・アルロフスキー |      |
| アメリカ     | BJ・ペン                   |      |
| 日本         | 宇野薫                     |      |
| イングランド | ダン・ハーディー           |      |
| アメリカ     | フランク・ミア             |      |
| アルメニア   | ゲガール・ムサシ           |      |
| カナダ       | ジョルジュ・サンピエール   |      |
| ブラジル     | ジョゼ・アルド             |      |
| アメリカ     | KJ・ヌーンズ               |      |
| アメリカ     | マーク・ムニョス           |      |
| カメルーン   | ソクジュ                   |      |
| アメリカ     | ロジャー・ウエルタ         |      |
| アメリカ     | ティト・オーティズ         |      |
| ブラジル     | マウリシオ・ショーグン     |      |
| アメリカ     | ディエゴ・サンチェス       |      |
| アメリカ     | トニー・ファーガソン       |      |
| アメリカ     | ベン・アスクレン           |      |
| アメリカ     | アーロン・ピコ             |      |